# Jan Frans van Dael

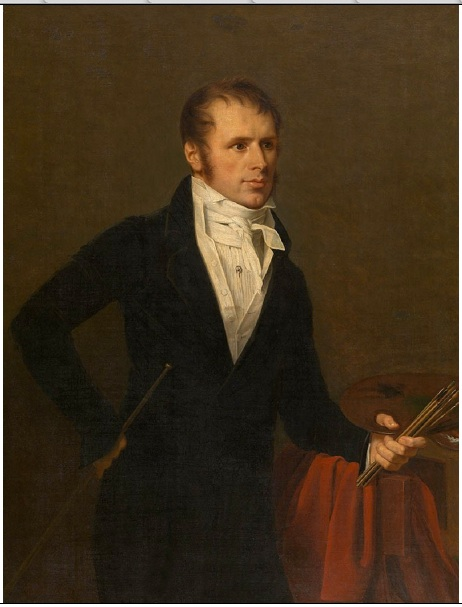
Jan Frans van Dael, 1804. Porträt von Robert Lefèvre

Jan Frans van Dael (spr. dahl) (auch: Jan van Dael; * 27. Mai 1764 in Antwerpen, Österreichische Niederlande; † 20. März 1840 in Paris) war ein flämischer Dekorations-, Blumen- und Früchtemaler.

## Leben
Van Dael studierte ab 1776 an der Akademie in Antwerpen. Hier erlernte er zunächst die Baukunst und wurde 1784 und 1785 mit ersten Preisen in der Architektur ausgezeichnet. Er kam 1786 nach Paris, um sich der Malerei zu widmen. Er war zunächst als Arbeiter für Häuserdekorationen beschäftigt. Van Dael war später unter anderem für den Hof der Kaiser Napoleon Bonaparte und dessen Gemahlin Joséphine, sowie für Ludwig XVIII. und Karls X. tätig. Er führte in den Schlössern Chantilly, Saint-Cloud und Bellevue größere Dekorationsarbeiten aus und wandte sich anschließend der Blumen- und Früchtemalerei zu. Er fertigte auch einige Porträts und betrieb seit 1793 ein Atelier im Louvre, wo er eine freie Wohnung hatte, und nahm seitdem auch an Ausstellungen im Pariser Salon teil. 1825 wurde er zum Ritter der Ehrenlegion ernannt. Er beschickte auch Ausstellungen in Belgien, so beispielsweise 1807 in Antwerpen. Zwei große Bilder von ihm, das Opfer der Flora und das Grabmal der Julie, sind in der Leuchtenbergschen Galerie zu St. Petersburg; andere befinden sich in Parma, im Lyoner Museum, im Louvre und weiteren Museen. Sein künstlerischer Nachlass wurde am 21. März 1840 in Paris versteigert. Sein bekanntestes Bild La Croisée, dass er für die Kaiserin Joséphine angefertigt hatte, kam später in das Museum von Antwerpen.

## Bildergalerie

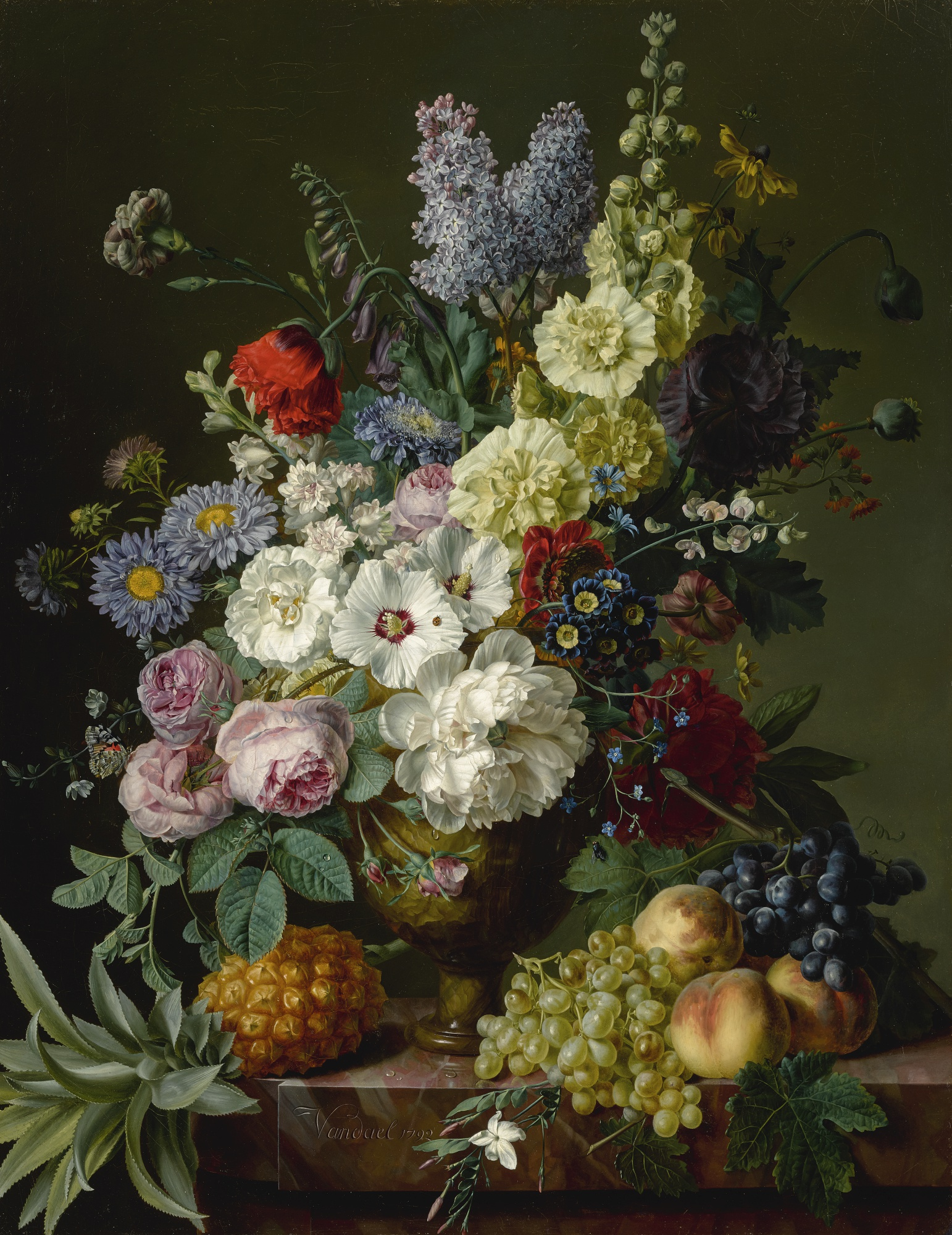
Stillleben mit Blumen, Ananas und anderen Früchten, sign. und dat. „Vandael 1792“, Öl auf Leinwand, 85,1 × 66 cm, Privatsammlung
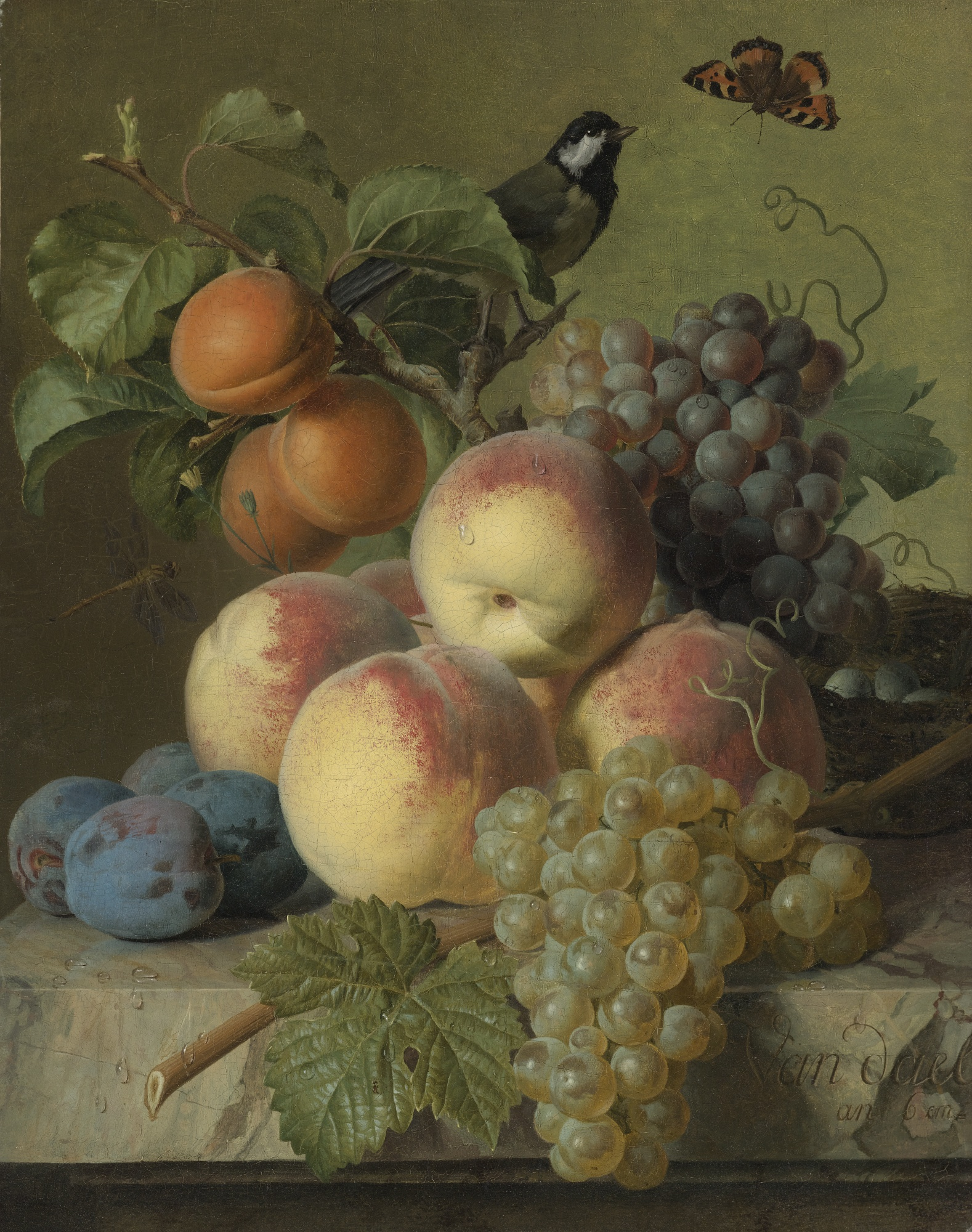
Kleines Stillleben von Pfirsichen, Trauben und Pflaumen, mit einem Vogel und einem Schmetterling, sign. und dat. „Vandael - an 6 en“ (= 1799 ?), Öl auf Leinwand, 16,0 × 12,7 cm, Privatsammlung
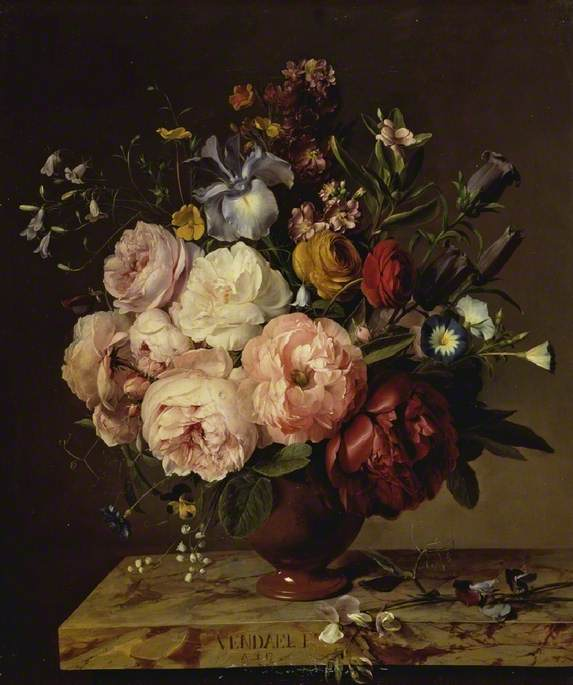
Kleine Blumenvase mit Rosen, Päonien und anderen Blumen, 1817, Öl auf Leinwand, 55,3 × 46,4 cm, Fitzwilliam-Museum, Cambridge
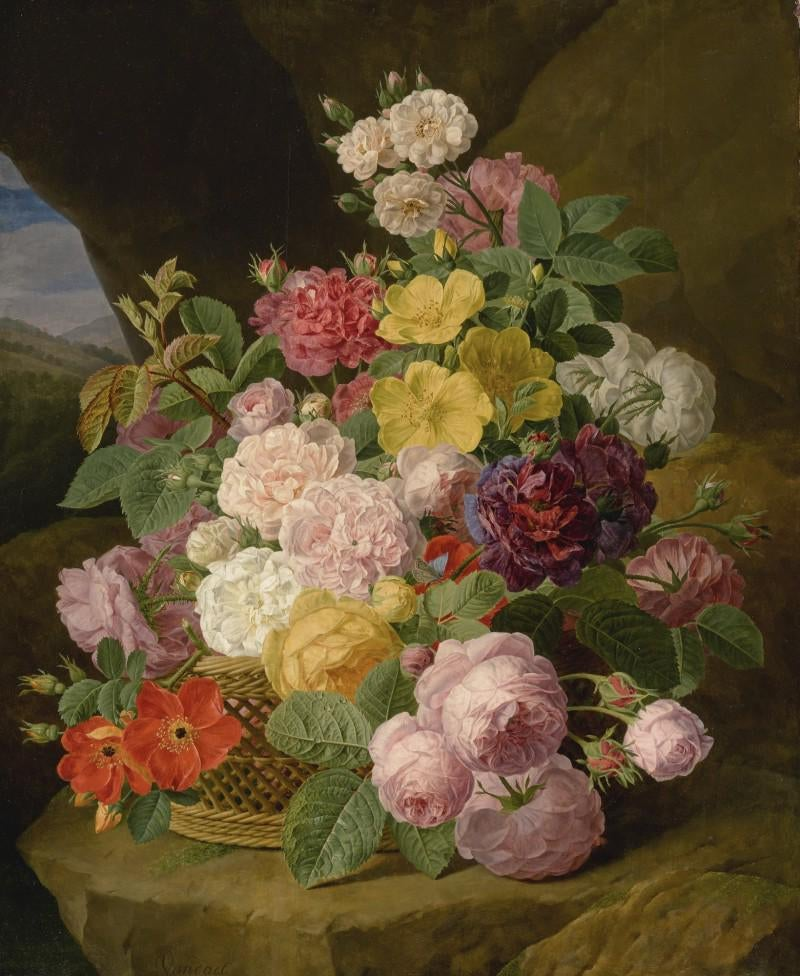
Ein Korb Rosen auf einem Felsen mit Blick auf eine Landschaft, 1826, Öl auf Leinwand, 68,3 × 55,6 cm